# Primstalsperre
Die Primstalsperre, vom Betreiber als Talsperre Nonnweiler bezeichnet ist eine Talsperre bei Nonnweiler (Landkreis St. Wendel) im Saarland und entstand durch die Stauung von Prims und des Altbachs zum Nonnweilerer Stausee. Ein Teil des Wassers wird statt in die Prims in die Blies umgeleitet, um den Betrieb im Kraftwerk Bexbach auch in Trockenperioden aufrechtzuerhalten.
Die Einleitung in die Blies erfolgt nach dem Durchlauf durch ein Wasserkraftwerk bei Gronig (Oberthal). Gebaut wurde sie in zwei Bauphasen von 1973 bis 1975 und von 1977 bis 1982 vom Talsperrenverband Nonnweiler. Im Staudamm wurde Abraum vom Bau der BAB 1 verbaut. Die Prims ist ein Nebenfluss rechts der Saar. Das Wasservolumen des Stausees beträgt etwa 20 Mio. m³, die Oberfläche ca. 1 km². Damit ist sie der größte Wasserspeicher im Saarland und in Rheinland-Pfalz.
Der Rundweg um die Talsperre hat eine Länge von 12 km. 1996 wurde auf diesem Rundweg von einer Arbeitsgruppe des Gymnasiums Birkenfeld ein Planetenwanderweg angelegt. Unser Sonnensystem ist dort im Maßstab von 1:1-Milliarde abgebildet. Mit etwa vierfacher Lichtgeschwindigkeit kann man vom Modell der Sonne zu den Planeten Merkur, Venus, Erde, Mars usw. bis zum Zwergplaneten Pluto wandern, der sich in einer Entfernung von 5,9 km vom Ausgangspunkt am Staudamm befindet.
An beiden Zuläufen gibt es Vorsperren mit Gewichtsstaumauern aus Beton. Schwimmen und anderer Wassersport ist aufgrund der Nutzung als Trinkwasserreservoir untersagt. Durch die Primstalsperre werden die Verbandsgemeinde Hermeskeil und der Landkreis Birkenfeld, hier die Verbandsgemeinde Birkenfeld und die Stadt Idar-Oberstein, sowie die Landkreise St. Wendel und Neunkirchen, versorgt.
Die Primstalsperre liegt im Gebiet des Naturparks Saar-Hunsrück. Ganz in der Nähe befindet sich der Ringwall von Otzenhausen. Seit 2014 grenzt im Osten der Nationalpark Hunsrück-Hochwald an die Talsperre.